# Carl Friedrich Glasenapp
Carl Friedrich Glasenapp (in russo Карл Фридрих Глазенап?; Riga, 3 ottobre 1847 – Riga, 14 aprile 1915) è stato un biografo, filologo e scrittore russo di lingua tedesca.
Fu il principale biografo ottocentesco di Richard Wagner, e fu candidato al Premio Nobel per la letteratura.

## Biografia
Nacque a Riga nel 1847 in una famiglia di tedeschi del Baltico; suo padre Carl Friedrich Georg Glasenapp era un poeta e insegnante. Studiò filologia e grammatica all'Università di Dorpat, insegnando poi dal 1875 al 1904 lingua e letteratura tedesca presso l'istituto scolastico femminile di Riga. Dal 1898 al 1912 fu anche insegnante di tedesco presso il locale politecnico.
Appassionato di Richard Wagner fin dalla giovinezza, nel 1876 poté partecipare al primo festival di Bayreuth condotto dall'artista stesso. La carriera letteraria di Glasenapp si concentrò nel redigerne la biografia, la cui prima edizione in due volumi fu edita tra il 1876 e il 1877. Il lavoro fu letto dallo stesso Wagner, che si complimentò con lui per la precisione e l'accuratezza, commentando ironicamente che Glasenapp conosceva la sua vita meglio di lui. Dopo la morte del compositore il biografo cominciò una proficua corrispondenza con la moglie Cosima Wagner, rapporto che gli permise di raccogliere ulteriore materiale per espandere il proprio lavoro.
Pubblicò poi un'enciclopedia wagneriana nel 1891, seguita da una nuova biografia ampliata dell'artista tra il 1894 e il 1911. A Riga fondò anche la Società Wagneriana, organizzazione di cui era presidente. Per il suo lavoro monumentale, fu candidato nel 1903 al premio Nobel per la letteratura da numerosi proponenti, ma senza successo.
Nel 1912 si ritirò a vita privata, potendo mantenersi solo coi proventi dei suoi libri. Morì nel 1915.

## Opere
- (DE) Richard Wagner Leben und Wirken, 1876-1877.
- (DE) Wagner Encyklopädie, 1891.
- (DE) Das Leben Richard Wagners, 1894-1911.